# 포브레 니냐 리카
《포브레 니냐 리카》(스페인어: Pobre niña rica)은 1995년 방영된 멕시코의 텔레노벨라이다.